# Brandis
Brandis – miasto w Niemczech, w kraju związkowym Saksonia, w okręgu administracyjnym Lipsk, w powiecie Lipsk (do 31 lipca 2008 w powiecie Muldental).

## Geografia
Brandis leży ok. 16 km na wschód od Lipska.

## Dzielnice
- Beucha
- Polenz
- Waldsteinberg

## Współpraca
- Freudental, Badenia-Wirtembergia (kontakty utrzymuje dzielnica Beucha)
- Hohenhameln, Dolna Saksonia